# Атлин (трасса)
Атлин (Юконская трасса 7) — трасса, проходит от 2-го км трассы Тагиш,Юкон, Канада до Атлина в провинции Британская Колумбия. Общая протяжённость трассы 98,2 км.
Трасса, построенная канадской армией в 1950-х годах, в основном узка, извилиста и проходит через множество ледников, водопадов и источников. Прогулочная лодка MV Tarahne, построенная в 1917 году, стоит около небольшого поселения Атлинту и служит кинотеатром.